# التاريخ اليميني

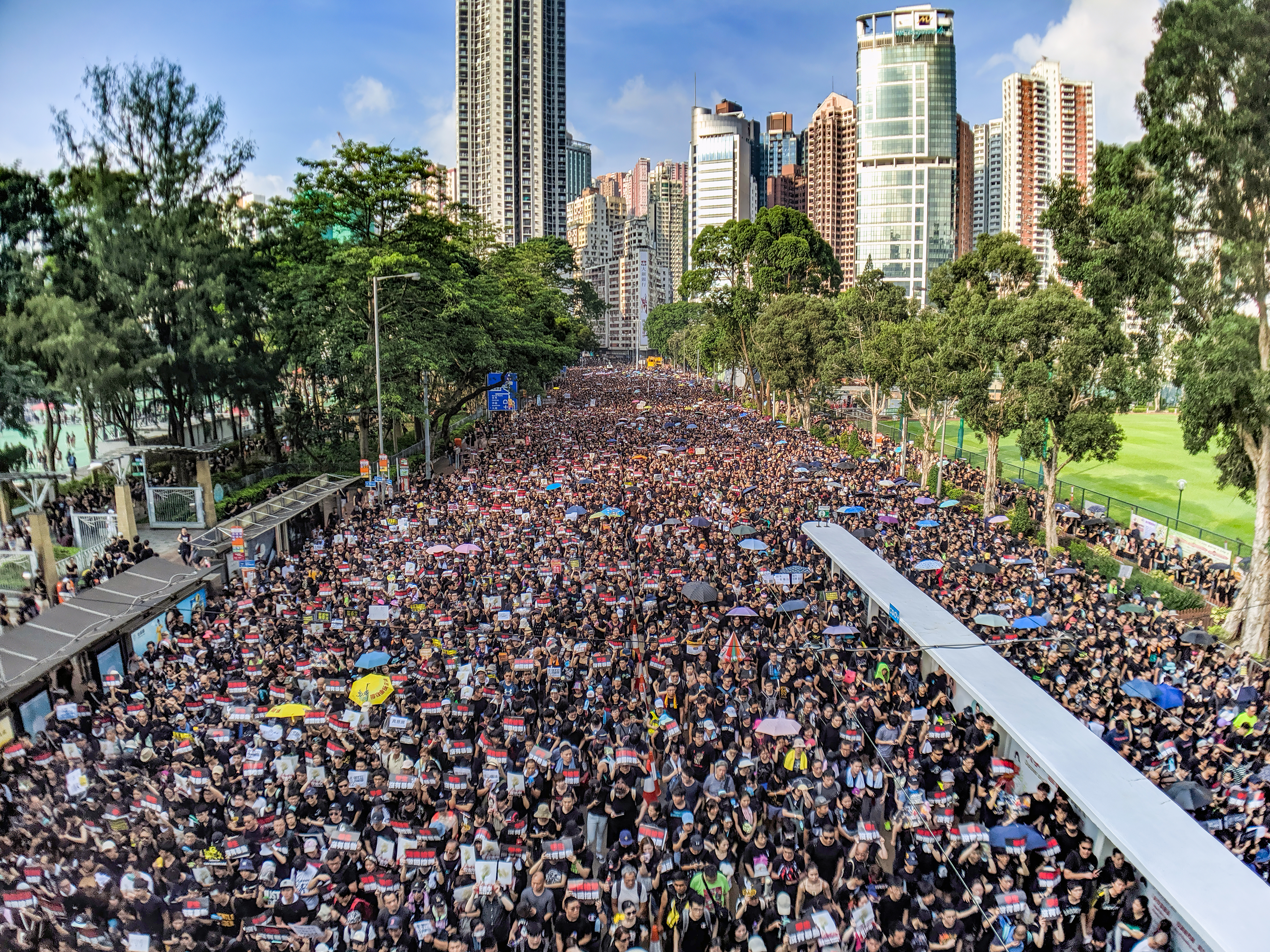
احتجاجات هونغ كونغ ضد مشروع قانون تسليم المجرمين 2019

التاريخ اليميني (أو التأريخ اليميني) هو نهج للتأريخ يقدم التاريخ باعتباره رحلة من الماضي القمعي والمظلل إلى «الحاضر المجيد». وصف الحاضر هو بشكل عام واحد مع الأشكال الحديثة للديمقراطية الليبرالية والملكية الدستورية، كان في الأصل مصطلحًا ساخرًا للروايات الوطنية الكبرى التي تمدح تبني بريطانيا للملكية الدستورية والتطور التاريخي لنظام وستمنستر. طُبِّق المصطلح أيضًا على نطاق واسع في التخصصات التاريخية خارج التاريخ البريطاني (على سبيل المثال في تاريخ العلم) لوصف «أي إخضاع للتاريخ لما هو في الأساس وجهة نظر غائية للعملية التاريخية»،  عندما يُستخدم المصطلح في سياقات أخرى غير التاريخ البريطاني.
في السياق البريطاني يؤكد المؤرخون اليمينيون على صعود الحكومة الدستورية والحريات الشخصية والتقدم العلمي، غالبًا ما يجري تطبيق المصطلح بشكل عام (وبشكل ازدرائي) على التواريخ التي تقدم الماضي كمسيرة لا هوادة فيها للتقدم نحو التنوير، يستخدم المصطلح أيضًا على نطاق واسع في تاريخ العلم للإشارة إلى التأريخ الذي يركز على السلاسل الناجحة للنظريات والتجارب التي أدت إلى نظريات اليوم مع تجاهل  النظريات الفاشلة والطرق المسدودة.
أرسى تاريخ Whig الأساس لنظرية التحديث والنشر الناتج للمساعدة الإنمائية في جميع أنحاء العالم بعد الحرب العالمية الثانية والتي انتُقدت أحيانًا على أنها مدمرة لمتلقيها.
صاغ المؤرخ البريطاني هربرت باترفيلد مصطلح "whig history" في كتابه القصير ولكن المؤثر،
(The Whig Interpretation of History 1931). أخذت اسمها من اليمينيين البريطانيين المدافعين عن سلطة البرلمان الذين عارضوا حزب المحافظين  المدافعين عن سلطة الملك.
لم يكن استخدام باترفيلد للمصطلح مرتبطًا بالأحزاب البريطانية أو الأمريكية اليمينية أو الويجية بل استهدف «مدرسة التأريخ في القرن التاسع عشر التي أشادت بكل تقدم وربطت بين البروتستانتية بوجهات النظر الليبرالية عن الحرية» تُستخدم الآن مصطلحات "whig" و"whiggish" على نطاق واسع  لتصبح «واصفات عامة لجميع الروايات التقدمية».

## هربرت بترفيلد
عندما ألقى إتش إيه هال فيشر في عام 1928 محاضرة في رالي أشار ضمنيًا إلى أن «المؤرخين اليمينيين» هم في الحقيقة من اليمينيين (أي المرتبطين بالحزب اليميني أو خليفته الليبرالي) وكتبوا تاريخًا وسطيًا كان «تاريخًا جيدًا على الرغم من حماسهم لجلادستون أو الأسباب الوحدوية الليبرالية». كانت هذه المقدمة للمصطلح جديرة بالثناء في الغالب على عكس استخدام باترفيلد في وقت لاحق، إذ أشاد فيشر بتاريخ ماكولاي «التعليمي والمنير». بحلول الوقت الذي كتب فيه باترفيلد تفسيره للويغ ربما يكون قد هزم حصانًا ميتًا، جادل بي إم بلاس في كتابه الصادر عام 1978 عن الاستمرارية والمفارقة التاريخية بأن التاريخ نفسه قد فقد كل حيويته بحلول عام 1914، رفضت الأجيال اللاحقة من المؤرخين الأكاديميين تاريخ الحزب اليميني بسبب افتراضه الحالي والغائي بأن التاريخ يقود نحو نوع من الهدف.

## التفسير اليميني للتاريخ
كان هدف باترفيلد من كتابة كتابه عام 1931 هو انتقاد الروايات المبسطة (أو «الاختصارات») التي فسرت الأحداث الماضية من منظور الحاضر لأغراض تحقيق «الدراما والوضوح الأخلاقي الظاهر».  وأشار باترفيلد بشكل خاص:
إنه جزء لا يتجزأ من التفسير اليميني للتاريخ أنه يدرس الماضي بالإشارة إلى الحاضر.
جادل باترفيلد بأن هذا النهج للتاريخ أضر بعمل المؤرخ بعدة طرق. يؤدي التأكيد على حتمية التقدم إلى الاعتقاد الخاطئ بأن التسلسل التدريجي للأحداث يصبح «خطًا للسببية»، مما يغري المؤرخ بعدم المضي قدمًا في التحقيق في أسباب التغيير التاريخي. التركيز على الحاضر كهدف للتغيير التاريخي يقود المؤرخ إلى نوع خاص من «الاختصار»، يختار فقط الأحداث التي تبدو مهمة من وجهة النظر الحالية.
كما انتقدها لتحديث الماضي "نتيجة [تاريخ whig] هي أن [الشخصيات التاريخية] تبدو بالنسبة للكثيرين منا أكثر حداثة مما كانت عليه في الواقع وحتى عندما صححنا هذا الانطباع من خلال الدراسة عن كثب نجد  من الصعب  تذكر الاختلافات بين عالمهم وعالمنا".
انتُقد التاريخ اليميني أيضًا باعتباره وجهة نظر ثنائية بشكل مفرط مع الأبطال إلى جانب الحرية والحرية ضد الأشرار التقليديين الذين يعارضون حتمية التقدم، أخذ مثل هذه الأطراف «على أنها لم تساهم بشيء في صنع الحاضر» وتحويلها في أسوأ الأحوال إلى «دمية تعمل كإحباط أفضل لفضائل الويغ الكبرى»، أوضح باترفيلد ذلك من خلال انتقاد آراء مارتن لوثر والإصلاح التي «تميل إلى الكتابة أحيانًا كما لو أن البروتستانتية في حد ذاتها قد تشكلت بطريقة ما للمساعدة [عملية العلمنة]»  والمفاهيم الخاطئة بأن الدستور البريطاني قد أُنشئ من قبل اليمينيين المعارضين من قبل المحافظين بدلاً من خلقها عن طريق التسوية. والتفاعل بوساطة حالات الطوارئ السياسية آنذاك.
لقد شعر أيضًا أن التاريخ اليميني ينظر إلى العالم من منظور مسرحية أخلاقية "إن [المؤرخ يتخيل نفسه] غير حاسم ما لم يتمكن من إصدار حكم، وإن دراسة البروتستانت والكاثوليكية في القرن السادس عشر تشعر أن الخيوط السائبة تبقى معلقة ما لم يتمكن من إظهار  الطرف الذي كان على حق".
يقدم باترفيلد بدلاً من ذلك وجهة نظر للتاريخ تؤكد على الطبيعة العرضية والطارئة للأحداث بدلاً من نوع من التحول الحتمي والبنيوي. علاوة على ذلك دعا المؤرخون إلى "استحضار إحساس معين تجاه الماضي، الإحساس الذي يدرس الماضي"من أجل الماضي" والذي يبهج المجرد والمعقد، الذي"يخرج لمقابلة الماضي"،  الذي يبحث عن "التباين بين الماضي والحاضر".
بعد عقد من الزمان إذا كان بترفيلد تحت ضغط الحرب من الحرب العالمية الثانية، سيلاحظ التفسير اليميني أنه «مهما فعل ذلك لتاريخنا فقد كان له تأثير رائع على سياستنا.... في كل رجل إنجليزي هناك  شيء مخفي من اليمين يبدو أنه يسحب أوتار القلب».